# كين واتسون
كين واتسون هو لاعب كرلنغ كندي، ولد في 12 أغسطس 1904 في Minnedosa, Manitoba ‏ في كندا، وتوفي في 26 يوليو 1986.